# Laporte (circonscription provinciale)
Pour les articles homonymes, voir Laporte.
Circonscription électorale provinciale du Canada
Laporte est une circonscription électorale provinciale du Québec. Elle est située dans la région administrative de la Montérégie, composée précisément des territoires de la ville de Saint-Lambert et de parties des villes de Longueuil et Brossard. 

## Historique
La circonscription de Laporte a été créée en 1972. Elle était alors détachée d'une partie des circonscriptions de Taillon et de Chambly, et comprenait une partie des villes de Longueuil et Saint-Lambert. Ses limites ont été modifiées à quelques reprises lors de refontes de la carte électorale : en 1980, elle perd la plus grande partie de Longueuil au profit des circonscriptions de Taillon et Marie-Victorin, mais gagne le reste de Saint-Lambert ainsi que les municipalités de Greenfield Park et LeMoyne. En 1992, Laporte perd au profit de Marie-Victorin ce qui lui restait de Longueuil, mais gagne une partie de la ville de Saint-Hubert sur la circonscription de Vachon. Ses limites sont inchangées en 2011, mais en 2017 on y ajoute une partie de la ville de Brossard détachée de la circonscription de La Pinière.

## Territoire et limites
La circonscription couvre la ville de Saint-Lambert, une partie du territoire de la ville de Longueuil, soit l'arrondissement Greenfield Park, le quartier LeMoyne (arrondissement Le Vieux-Longueuil) et le quartier Laflèche (arrondissement Saint-Hubert), et la partie nord-est de la ville de Brossard.

## Liste des députés
| Législature                             | Années       | Député        | Député          | Parti            |
| --------------------------------------- | ------------ | ------------- | --------------- | ---------------- |
| Laporte Créée depuis Chambly et Taillon |              |               |                 |                  |
| 30e                                     | 1973–1976    |               | André Déom      | Libéral          |
| 31e                                     | 1976–1981    |               | Pierre Marois   | Parti québécois  |
| 32e                                     | 1981–1985    |               | André Bourbeau  | Libéral          |
| 33e                                     | 1985–1989    |               | André Bourbeau  | Libéral          |
| 34e                                     | 1989–1994    |               | André Bourbeau  | Libéral          |
| 35e                                     | 1994–1998    |               | André Bourbeau  | Libéral          |
| 36e                                     | 1998–2003    |               | André Bourbeau  | Libéral          |
| 37e                                     | 2003–2007    | Michel Audet  |                 | Libéral          |
| 38e                                     | 2007–2008    | Nicole Ménard |                 | Libéral          |
| 39e                                     | 2008–2012    | Nicole Ménard |                 | Libéral          |
| 40e                                     | 2012–2014    | Nicole Ménard |                 | Libéral          |
| 41e                                     | 2014–2018    | Nicole Ménard |                 | Libéral          |
| 42e                                     | 2018–2022    | Nicole Ménard |                 | Libéral          |
| 43e                                     | 2022–présent |               | Isabelle Poulet | Coalition avenir |

## Résultats électoraux

### Évolution pour les principaux partis
| |
| - Parti libéral - Parti québécois - Union nationale (ancien) - Crédit social (ancien) - Action démocratique (ancien) - Égalité (ancien) - Québec solidaire - Coalition avenir - Parti conservateur |

### Résultats détaillés
|                                                                                             | Nom                       | Parti                    | Nombre de voix | %      | Maj. |
| ------------------------------------------------------------------------------------------- | ------------------------- | ------------------------ | -------------- | ------ | ---- |
|                                                                                             | Isabelle Poulet           | Coalition avenir         | 10 361         | 30,8 % | 654  |
|                                                                                             | Mathieu Gratton           | Libéral                  | 9 707          | 28,8 % | -    |
|                                                                                             | Claude Lefrançois         | Québec solidaire         | 5 968          | 17,7 % | -    |
|                                                                                             | Soledad Orihuela-Bouchard | Parti québécois          | 4 108          | 12,2 % | -    |
|                                                                                             | Evelyne Latreille         | Conservateur             | 2 488          | 7,4 %  | -    |
|                                                                                             | Jean-Philippe Charest     | Vert                     | 497            | 1,5 %  | -    |
|                                                                                             | Herby Fremont             | Parti canadien du Québec | 445            | 1,3 %  | -    |
|                                                                                             | Ian Parent                | Climat Québec            | 113            | 0,3 %  | -    |
| Total                                                                                       | Total                     | Total                    | 33 687         | 100 %  |      |
| Le taux de participation lors de l'élection était de 64 % et 394 bulletins ont été rejetés. |                           |                          |                |        |      |

|                                                                                               | Nom                      | Parti            | Nombre de voix | %      | Maj.  |
| --------------------------------------------------------------------------------------------- | ------------------------ | ---------------- | -------------- | ------ | ----- |
|                                                                                               | Nicole Ménard (sortante) | Libéral          | 12 514         | 35,6 % | 2 479 |
|                                                                                               | Jacinthe-Eve Arel        | Coalition avenir | 10 035         | 28,6 % | -     |
|                                                                                               | Claude Lefrançois        | Québec solidaire | 6 007          | 17,1 % | -     |
|                                                                                               | Annie Lessard            | Parti québécois  | 4 647          | 13,2 % | -     |
|                                                                                               | Sabrina Huet-Côté        | Vert             | 980            | 2,8 %  | -     |
|                                                                                               | Marc André Audet         | NPD Québec       | 480            | 1,4 %  | -     |
|                                                                                               | Linda Therrien           | Conservateur     | 475            | 1,4 %  | -     |
| Total                                                                                         | Total                    | Total            | 35 138         | 100 %  |       |
| Le taux de participation lors de l'élection était de 66,3 % et 540 bulletins ont été rejetés. |                          |                  |                |        |       |

|                                                                                             | Nom                      | Parti            | Nombre de voix | %      | Maj.  |
| ------------------------------------------------------------------------------------------- | ------------------------ | ---------------- | -------------- | ------ | ----- |
|                                                                                             | Nicole Ménard (sortante) | Libéral          | 15 804         | 47,7 % | 7 803 |
|                                                                                             | Sophie Stanké            | Parti québécois  | 8 001          | 24,1 % | -     |
|                                                                                             | Donald Leblanc           | Coalition avenir | 5 919          | 17,8 % | -     |
|                                                                                             | Michèle St-Denis         | Québec solidaire | 2 530          | 7,6 %  | -     |
|                                                                                             | Marcel Baril             | Vert             | 573            | 1,7 %  | -     |
|                                                                                             | Linda Dupuis             | Option nationale | 182            | 0,5 %  | -     |
|                                                                                             | Christian Godin          | Conservateur     | 156            | 0,5 %  | -     |
| Total                                                                                       | Total                    | Total            | 33 165         | 100 %  |       |
| Le taux de participation lors de l'élection était de 73 % et 425 bulletins ont été rejetés. |                          |                  |                |        |       |

|                                                                                               | Nom                      | Parti            | Nombre de voix | %      | Maj.  |
| --------------------------------------------------------------------------------------------- | ------------------------ | ---------------- | -------------- | ------ | ----- |
|                                                                                               | Nicole Ménard (sortante) | Libéral          | 12 827         | 37,2 % | 2 075 |
|                                                                                               | Simon Bélanger           | Parti québécois  | 10 752         | 31,2 % | -     |
|                                                                                               | Donald LeBlanc           | Coalition avenir | 8 023          | 23,3 % | -     |
|                                                                                               | Michèle St-Denis         | Québec solidaire | 2 043          | 5,9 %  | -     |
|                                                                                               | Linda Dupuis             | Option nationale | 550            | 1,6 %  | -     |
|                                                                                               | Camil Lambert            | Conservateur     | 291            | 0,8 %  | -     |
| Total                                                                                         | Total                    | Total            | 34 486         | 100 %  |       |
| Le taux de participation lors de l'élection était de 76,3 % et 440 bulletins ont été rejetés. |                          |                  |                |        |       |

|  | Référendum                     | % du OUI | % du NON | Taux de participation |
|  | Référendum de 1980             | 49,24 %  | 50,76 %  | 86,68 %               |
|  | Accord de Charlottetown (1992) | 55,57 %  | 44,43 %  | 87,31 %               |
|  | Référendum de 1995             | 40,97 %  | 59,03 %  | 94,87 %               |